# Heinrich Friedrich von Arnim-Heinrichsdorff-Werbelow
Heinrich Friedrich (sinds 1841 Graf) von Arnim-Heinrichsdorff-Werbelow (Werbelow 23 september 1791 - Berlijn 18 april 1859) was een Pruisisch diplomaat en politicus.
Hij werd in 1791 geboren in de Uckermark als zoon van Heinrich August von Arnim-Heinrichsdorff-Werbelow. Na de Bevrijdingsoorlogen te hebben meegemaakt trad hij in de diplomatieke dienst van Pruisen. Hij was sinds 1831 gezant in Brussel, sinds 1841 in Parijs en van 1845 tot 1848 in Wenen, waar hij zich geheel aan de politiek van Klemens von Metternich conformeerde. Hij werd op 24 februari 1849 minister van Buitenlandse Zaken van Pruisen, maar trad al op 3 mei af omdat hij het vanwege zijn Oostenrijkse gezindheid met de Duitse politiek van Pruisen niet eens was. Van 1851 tot 1857 was hij opnieuw Pruisisch gezant in Wenen, waar hij zo veel mogelijk de goede verstandhouding met Oostenrijk probeerde te bewaren omdat hij in dit land een onontbeerlijke partner van Pruisen zag. 
Karl August von Hardenberg · Christian Günther von Bernstorff · Johann Peter Friedrich Ancillon · Heinrich Wilhelm von Werther · Mortimer Maltzan · Heinrich von Bülow · Karl Ernst Wilhelm von Canitz und Dallwitz · Adolf Heinrich von Arnim-Boitzenburg · Heinrich Alexander von Arnim · Alexander von Schleinitz · Rudolf von Auerswald · August Heinrich Hermann von Dönhoff · Friedrich Wilhelm von Brandenburg · Heinrich Friedrich von Arnim-Heinrichsdorff-Werbelow · Friedrich Wilhelm von Brandenburg (a.i.) · Alexander von Schleinitz · Joseph von Radowitz · Otto Theodor von Manteuffel · Alexander von Schleinitz · Albrecht von Bernstorff · Otto von Bismarck · Herbert von Bismarck (a.i.) · Leo von Caprivi · Adolf Hermann Marschall von Bieberstein · Bernhard von Bülow · Theobald von Bethmann Hollweg · Georg Michaelis · Georg von Hertling · Max van Baden
- Gemeinsame Normdatei: 116349735
- Virtual International Authority File: 10594931